# متنزهات الطائف
الطائف تبعد عن مكة المكرمة بحوالي 100 كم وتتميز بوجود مجموعة كبيرة من المتنزهات والأماكن الترفيهية المختلفة.

## متنزه حديقة الملك فهد
من أكثر الأماكن الترفيهية في الطائف حيث يضم أروع الحدائق الخضراء كما يضم مجموعة كبيرة من الألعاب الترفيهية المتنوعة كما يوجد بها ملعب للشطرنج ومسرح كبير ومجموعة كبيرة من المطاعم والمقاهي مع توفير أرقى الجلسات للاستمتاع بجو المتنزه الفريد كما به العديد من الشلالات والنوافير المائية وأشهرها البركة الصناعية التي تتوسط الحديقة فضلا عن وجود الأشجار والمساحات الخضراء.

## متنزه الملك فيصل
منتزة الملك فيصل يتميز بوجود مجموعة من الألعاب الترفيهية المختلفة الألعاب الكهربائية والجلسات العائلية والألعاب الترفيهية المختلفة كما يقام بهذه الحديقة فعاليات مهرجان الورد السنوي والذي يجمع فيه مجموعة مختلفة وهائلة من أنواع الورود المتنوعة في الطائف كما يوجد بها مجموعة من المرافق والخدمات كالمطاعم والكافيهات.

## متنزه الشعلة
متنزه الشعلة هو من أروع المتنزهات في الطائف والذي يضم مجموعة كبيرة جدا من الأماكن الترفيهية والمطاعم فيمكن إيجاد فلل ومسابح ومقاهي وشقق كما يوجد أيضا جلسات عائلية مريحة وألعاب ترفيهية وأيضا مسارح لمزيد من الرفاهية.

## متنزه الشلال
هذا المتنزه هو من أهم الأماكن الترفيهية في الطائف والذي يعتبر من أكبر المتنزهات هناك ويتوافد إليه الزائرون من كل مكان بالمملكة خاصة في فصل الصيف فيضن متنزه الشلال مجموعة كبيرة من الألعاب التي تناسب الكبار والصغار وأيضا الجلسات الهادئة والمريحة.